# Айгуа
Айгуа (исп. Aiguá) — город на юго-востоке Уругвая, на территории департамента Мальдонадо.

## География
Город находится в северной части департамента, на правом берегу реки Айгуа, на высоте 111 метров над уровнем моря.
Айгуа расположен на расстоянии приблизительно 78 километров северо-северо-востоку (NNE) от города Мальдонадо, административного центра департамента и на расстоянии 142 километров к северо-востоку от Монтевидео, столицы страны. Ближайший гражданский аэропорт расположен в городе Роча.

## История
Айгуа был основан 9 мая 1906 года. Получил статус малого города (Villa) 4 января 1956 года.

## Население
По данным переписи 2011 года, население составляло 2 465 человек.
| Год  | Население |
| ---- | --------- |
| 1908 | 4 763     |
| 1963 | 2 715     |
| 1975 | 2 470     |
| 1985 | 2 362     |
| 1996 | 2 567     |
| 2004 | 2 676     |
| 2011 | 2 465     |

Источник: Instituto Nacional de Estadística de Uruguay